# Noordzeekustzone
De Noordzeekustzone is een strook in de Noordzee van ongeveer 10 kilometer breed vanuit de kust (laagwaterlijn bij het vasteland, en de duinvoet op de Wadden) van de Nederlandse Waddeneilanden en de Kop van Noord-Holland.
De Noordzeekustzone ligt in de Nederlandse territoriale wateren, en is op 25 februari 2009 aangemerkt als Natura 2000-gebied, en op 14 maart 2011 uitgebreid. De Vogelrichtlijn en Habitatrichtlijn is hier van toepassing. Op het kaartje is de Noordzeekustzone nummer 6.
Het is een zandig kustgebied, en bestaat uit kustwateren, ondiepten, enkele zandbanken (onder andere Noorderhaaks) en de stranden. Bij de zeegaten sluit dit gebied aan bij het werelderfgoed en Natura 2000-gebied Waddenzee en ook bij de Natura 2000-gebieden op de Nederlandse Waddeneilanden.